# Lu de la Tower
Luciana de la Torre, (Santa Cruz de la Sierra, 12 de enero de 2000), conocida artísticamente como Lu de la Tower, es una cantante originaria de Santa Cruz, Bolivia. Ha sido reconocida como Artista Femenina del Año en los Bolivia Music Awards durante tres años consecutivos, desde 2021 hasta 2023.

## Carrera artística
Su pasión por la música se manifestó desde una temprana edad, gracias a la influencia de sus padres, quienes la introdujeron a diversos géneros musicales como el rock argentino. Fue así que, desde temprana edad, aprendió a cantar, bailar, actuar y tocar la guitarra.
Durante su adolescencia, Lu participó en varias bandas de rock en su ciudad natal. Sin embargo, decidió hacer una pausa en su carrera musical debido a ciertas inseguridades personales. Posteriormente, se trasladó a Buenos Aires, Argentina, para estudiar publicidad, pero después de dos años, decidió abandonar sus estudios para seguir su verdadera vocación: la música.
A pesar de los desafíos presentados por la pandemia de COVID-19, Lu regresó a Santa Cruz y decidió lanzar su carrera musical. En mayo de 2021, presentó su primera canción original, Electricidad. Su siguiente sencillo llegó en julio de 2021 con el tema Runaway (Indie Kid), que rápidamente acumuló más de 250,000 visitas en YouTube en su fecha de publicación. El 9 de octubre de ese año, en vísperas del Día de la Mujer, Lu, junto a otras destacadas artistas bolivianas como Vaccix, Mariana Massiel y Viudita Moderna, participaron en el Festival de Música con M de Mujer en el Teatro Meraki de Santa Cruz de la Sierra, con el propósito de destacar y celebrar el talento femenino en la industria musical.
A finales del 2022, Luis Gamarra y Lu de la Tower colaboraron en la promoción del remix de la canción De viaje. Esta iniciativa, con un propósito altruista, buscaba inspirar esperanzas y respaldar el número 800-11-3040 de Unicef, destinado a emergencias de salud mental en Bolivia. Originalmente, la campaña de salud mental, liderada por Gamarra, fue lanzada por Unicef en junio del mismo año y presentó la versión original de la canción De viaje. Sin embargo, para amplificar el impacto de la campaña y fortalecer su compromiso con causas humanitarias, el artista decidió lanzar un remix en colaboración con Lu de la Tower.
En abril de 2023, Lu de la Tower se presentó en la Feria Nacional de San Marcos de Aguascalientes, México, como artista invitada en el Escenario de Culturas Populares del Corredor Cultural Carranza. Pocos meses después, en junio del mismo año, Lu de la Tower participó en Hijos AdopTikToks 2, un concurso virtual diseñado para descubrir y promover nuevos talentos musicales en América Latina, organizado por el reconocido actor mexicano Eugenio Derbez. Este concurso ofrecía a los artistas emergentes la oportunidad de ser “adoptados” por Derbez, lo que implica recibir apoyo para impulsar sus carreras musicales Lu de la Tower demostró su talento y determinación al llegar a la etapa final del concurso, destacándose entre los diez finalistas. No obstante, la ganadora final del reality resultó ser la talentosa cantante ecuatoriana Mar Rendón.
Posteriormente, en septiembre del mismo año,  Lu de la Tower unió fuerzas con Bonny Lovy, Chila Jatun y Luciel Izumi colaboraron para lanzar la canción Juntos Sonamos Más Fuerte, una melodía que resalta la diversidad de Bolivia y es una mezcla de cumbia y salay, géneros característicos de Bolivia.
Finalizando el año, en noviembre, Lu de la Tower colaboró con el cantante de trap boliviano Corona para lanzar la canción Error 403. Esta canción fusionó los estilos y géneros musicales de ambos artistas, alcanzando el número 1 de reproducciones en Bolivia. Más adelante, la pista logró posicionarse en el puesto 22 del Top 50 de Bolivia en Spotify, consolidando aún más el éxito de esta colaboración única. A partir del impacto de esta colaboración, Error 403 fue preseleccionada para los Latin Grammy, marcando un hito en la carrera de la artista. En ese contexto, Lu de la Tower se trasladó a México con el objetivo de ampliar sus redes en la industria musical, señalando que la decisión de migrar estuvo motivada por la necesidad de generar nuevas oportunidades y conexiones profesionales. 

## Controversias
En julio de 2023 generó conmoción en las redes sociales al publicar un emotivo video en el que expresó su angustia y decepción por la falta de apoyo que los productores bolivianos brindan al talento nacional. En el video, que se hizo viral en cuestión de horas, se mostró visiblemente afectada, al tiempo que denunció que los artistas locales no reciben remuneración alguna cuando participan en conciertos como teloneros Una experiencia que ella misma conoció al ser telonera de artistas internacionales como Sebastián Yatra, Camilo y Florencia Bertotti revelando que estas oportunidades también fueron instancias en las que no recibió compensación alguna y todos los gastos corrieron de su bolsillo Esta situación generó un amplio debate en la comunidad musical sobre las condiciones de los artistas que participan en los conciertos internacionales.
A inicios del 2024, Lu de la Tower denunció en redes sociales el acoso sufrido por parte de un empresario de una conocida sala de eventos de Santa Cruz. Inicialmente, lo que parecía ser una invitación para que cantara en el lugar tomó un giro preocupante al incrementar su tono hasta alcanzar niveles de acoso, donde, tras las persistentes negativas de Lu, la situación escaló y culminó en insultos y menosprecio por parte del empresario. En respuesta, Lu compartió su experiencia en línea, recibiendo amplio apoyo de la comunidad 

## Sencillos
- 2021: Electricidad
- 2021: Runaway (Indie Kid)
- 2021: Not Your Baby (NYBB)
- 2021: No te quedes
- 2022: Una y Otra Vez”
- 2022: Desorientada
- 2022: De Viaje (Remix) (ft. Luis Gamarra)
- 2023: Ya (ft. Ocasional Talento)
- 2023: Me da igual
- 2023: No quería nada serio
- 2023: Juntos Sonamos Más Fuerte (ft Bonny Lovy, Chila Jatun y Luciel Izumi)
- 2023: Error 403 (ft. Corona)
- 2024: Remember (ft. Y E L L O W)
- 2024: A ver Bebé (De La Lengua desnuda)
- 2024: El Rompecabezas (De La Lengua desnuda)
- 2024: No eres tú soy yo
- 2025: ¿Qué hay de malo?

## Premios y nominaciones

### Bolivia Music Awards
| Año  | Categoría                               | Trabajo                   | Resultado | Ref.   |
| ---- | --------------------------------------- | ------------------------- | --------- | ------ |
| 2021 | Video Del Año                           | Runaway                   | Nominada  | [ 2 ]  |
| 2021 | Artista Revelación Femenina             | Ella misma                | Nominada  | [ 2 ]  |
| 2021 | Artista Femenina Del Año                | Ella misma                | Ganadora  | [ 2 ]  |
| 2022 | Mejor Canción del Ranking Bolivia Music | Una y Otra vez            | Nominada  | [ 3 ]  |
| 2022 | Canción del Año                         | Una y Otra vez            | Nominada  | [ 3 ]  |
| 2022 | Mejor Artista Pop                       | Ella misma                | Nominada  | [ 3 ]  |
| 2022 | Artista Femenina Del Año                | Ella misma                | Ganadora  | [ 3 ]  |
| 2023 | Canción del Año                         | Me da igual               | Nominada  | [ 4 ]  |
| 2023 | Mejor colaboración                      | Juntos Sonamos Más Fuerte | Ganadora  | [ 4 ]  |
| 2023 | Mejor Artista Pop                       | Ella misma                | Nominada  | [ 4 ]  |
| 2023 | Artista Femenina Del Año                | Ella misma                | Ganadora  | [ 4 ]  |
| 2024 | Mejor Artista Pop                       | Ella misma                | Nominada  | [ 29 ] |
| 2024 | Mejor colaboración                      | Error 403                 | Nominada  | [ 29 ] |
| 2024 | Artista Femenina Del Año                | Ella misma                | Nominada  | [ 29 ] |